# 塔瓦兰格的耶稣和巴拉那的桑蒂西莫-特立尼达耶稣会传教区
塔瓦蘭格的耶穌和巴拉那的桑蒂西莫－特立尼達耶穌會傳教區 (西班牙語：Misiones Jesuíticas de La Santísima Trinidad de Paraná y Jesús de Tavarangue) 位于巴拉圭伊塔普阿。在1993年時成為巴拉圭首個聯合國教科文組織世界遺產。耶穌會傳教士從17世紀南美殖民統治期間（1609年）開始在當地傳教，傳教的活動持續了150年。
耶穌會在巴拉圭進行傳教，這對巴拉圭的宗教活動產生了十分重要的貢獻，使得巴拉圭歷史變得更加豐富多元。

## 外部連結
- 考古證詞 （页面存档备份，存于）
- SG-SAG圖片庫
- FACULTAS PHILOSOPHICA